# Projet Longshot

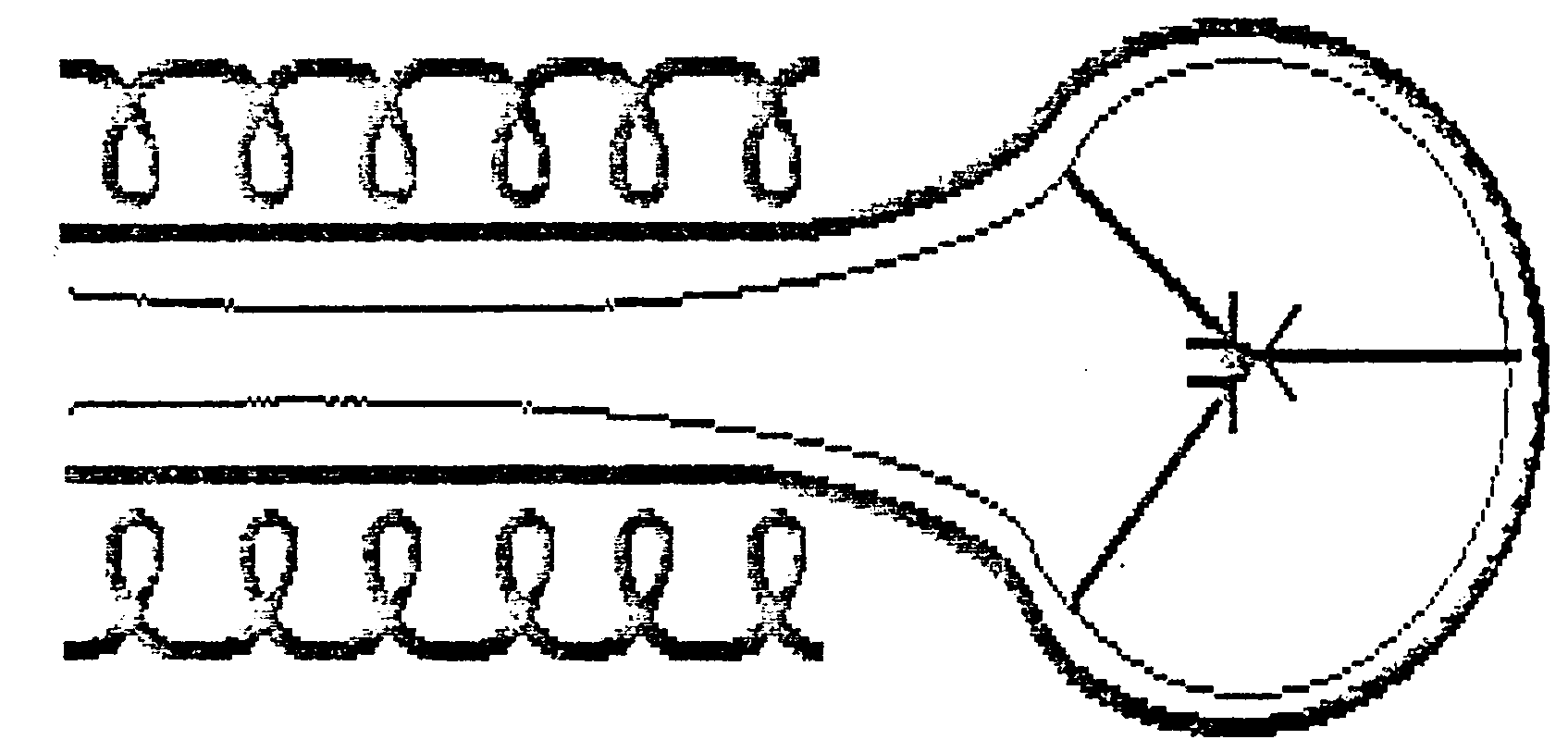
Description schématique du projet Longshot.

Le projet Longshot était un programme de recherche de la NASA mené en collaboration avec l'Académie navale d'Annapolis au début des années 1980. Le principe diffère peu de celui de Daedalus : le carburant est fusionné dans une chambre magnétique puis canalisé dans un tunnel magnétique (ce qui permet de récupérer par induction l'énergie électrique nécessaire au tir suivant). Comme la fusion ICF ne permet pas d'alimenter le vaisseau, il est pourvu d'un réacteur nucléaire conventionnel de 300 kW.
L'objectif est d'atteindre en 100 ans le système triple Alpha Centauri, plus proche voisin du Soleil (distant de 4,36 al), et de s'injecter en orbite autour de Alpha Centauri B. Le moteur fonctionnerait pendant la totalité du transit accélérant (puis décélérant) en permanence le véhicule.